# Jason Robards senior

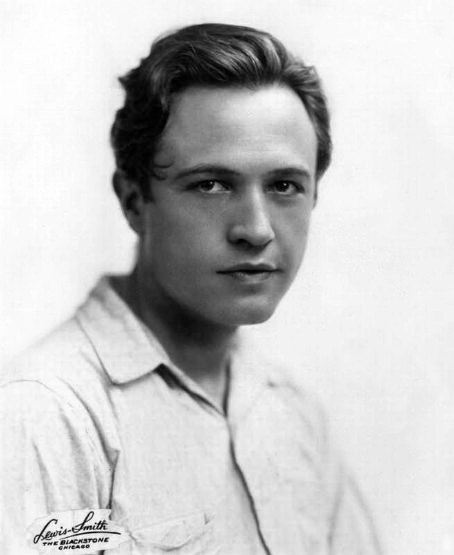
Jason Robards senior (um 1915)

Jason Robards senior (* 31. Dezember 1892 in Hillsdale, Michigan; † 4. April 1963 in Sherman Oaks, Kalifornien) war ein US-amerikanischer Schauspieler und Vater des Schauspielers Jason Robards. Insgesamt spielte er zwischen 1921 und 1963 in über 200 Kinofilmen und über einem Dutzend Fernsehserien mit.

## Leben und Karriere
Robards wurde während der 1910er-Jahre ein prominenter Darsteller im amerikanischen Theater. Am Broadway feierte er in der Rolle des John Marvin einen großen Erfolg in dem Stück Lightnin’, das von 1918 bis 1921 lief. Als Theaterschauspieler war er viel auf Tournee und hatte auch eine weibliche Anhängerschaft, hinzu kamen aber auch Alkoholprobleme. Nach seinem Filmdebüt im Jahr 1921 war Robards während der Stummfilmära häufiger als Hauptdarsteller eingesetzt, etwa neben Alice Brady in The Land of Hope (1921) oder Gertrude Short in der Komödie Polly of the Movies (1929).
Bald nach Anbruch der Tonfilmzeit ließ sein Erfolg nach und Robards musste sich nunmehr mit Nebenrollen begnügen, die teils größer, aber in vielen Fällen auch kleiner ausfielen. In Western oder B-Filmen wurde er öfter als Schurke eingesetzt. Laut seinem Sohn, dem zweifachen Oscarpreisträger Jason Robards Jr., war er in dieser Zeit häufiger arbeitslos und wartete am Telefon auf Rollenangebote, obwohl er ein „exzellenter“ Schauspieler gewesen sei. Robards junior zog aus diesen Erfahrungen eine tiefe Skepsis gegenüber dem Filmgeschäft und war daher lange ausschließlich als Theaterschauspieler tätig. In den 1940er-Jahren verkörperte der inzwischen ergraute Robards senior nun auch häufiger Autoritätsfiguren wie einen Polizeikommissar in Anthony Manns In der Klemme (1947) und einen Richter in Arthur Lubins Impact (1949), beide sind Film noirs. Im Komödiengenre spielte er eine substanzielle Nebenrolle an der Seite von Cary Grant und Myrna Loy in Nur meiner Frau zuliebe (1948).
Um 1950 erblindete Robards und musste sich daraufhin aus dem Schauspielgeschäft zurückziehen, kehrte aber nach einer erfolgreichen Augenoperation Ende der 1950er-Jahre noch einmal in den Beruf zurück. 1958 war er an der Seite seines Sohnes Jason Robards Jr. in einer Schlüsselrolle in dem Broadway-Stück The Disenchanted zu sehen, wobei dieser für seinen Auftritt in der Produktion den Tony Award erhielt. Danach spielte Robards senior noch in einigen Fernsehserien sowie dem Elvis-Film Lied des Rebellen (1961). Seine letzte Rolle hatte er in seinem Todesjahr 1963 als Gastdarsteller in der Serie The Adventures of Ozzie & Harriet an der Seite von Ozzie Nelson und seiner Familie.
Robards war Vater von drei Kindern und zweimal verheiratet, zuletzt von 1929 bis zu seinem Tod mit Agnes Lynch. Er übernahm nach der Scheidung von seiner ersten Frau das Sorgerecht für die Kinder, was ungewöhnlich für die damalige Zeit war. Sein Sohn Jason Robards Jr. beschrieb die Beziehung zu seinem Vater als eng, doch habe dieser ihm von der Schauspielerei abgeraten, da es „Herzschmerz“ bedeute. Für den Großteil seiner Karriere wurde Jason Robards Sr. in Filmvorspännen und auf Theaterplakaten nur als Jason Robards geführt, erst gegen Ende seiner Karriere in den 1950er-Jahren – als sein Sohn sich als Schauspieler einen Namen machte und den Bekanntheitsgrad seines Vaters schließlich übertrumpfte – kam der Zusatz senior hinzu. Sein Enkel Sam Robards ist ebenfalls Schauspieler.

## Filmografie (Auswahl)
- 1921: The Gilded Lily
- 1925: Stella Maris
- 1926: Cohen contra Miller (The Cohens and Kellys)
- 1926: Sensation im Zirkus (The Third Degree)
- 1927: Rin-Tin-Tin als Lebensretter (Hills of Kentucky)
- 1927: Rin-Tin-Tin und die Goldgräber (Jaws of Steel)
- 1927: Polly of the Movies
- 1929: Die Insel der verlorenen Schiffe (The Isle of Lost Ships)
- 1929: Paris
- 1930: Abraham Lincoln
- 1930: Lightnin’
- 1931: Charlie Chan Carries On
- 1932: Union Depot
- 1932: Klondike
- 1932: White Eagle
- 1933: Employees’ Entrance
- 1933: Eine Frau vergisst nicht (Only Yesterday)
- 1934: Woman Unafraid
- 1934: Die lustige Witwe (The Merry Widow)
- 1934: The President Vanishes
- 1934: Broadway Bill
- 1935: Tom Mix, der Wunderreiter (The Miracle Rider)
- 1935: Kreuzritter – Richard Löwenherz (The Crusades)
- 1935: Wo die Liebe hinfällt (I Live My Life)
- 1935: Der Untergang von Pompeji (The Last Days of Pompeii)
- 1935: Fräulein Wirbelwind (Vagabond Lady)
- 1935: The Fighting Marines
- 1936: Der Rächer (Robin Hood of El Dorado)
- 1936: San Francisco
- 1937: Torture Money (Kurzfilm)
- 1937: Für Sie, Madame … (Vogues of 1938)
- 1937: Tarantella (The Firefly)
- 1937: Zorros schwarze Peitsche (Zorro Rides Again)
- 1938: Die Abenteuer des Marco Polo (The Adventures of Marco Polo)
- 1938: Sinners in Paradise
- 1938: Wirbelwind aus Paris (The Rage of Paris)
- 1939: Juarez
- 1939: Rache für Alamo (Man of Conquest)
- 1939: Teufelsreiter von Texas (Range War)
- 1939: Zorros Rache (Zorro’s Fighting Legion)
- 1940: Liebling, du hast dich verändert (I Love You Again)
- 1940: The Howards of Virginia
- 1942: Silver Queen
- 1943: Verhängnisvolle Reise (Sherlock Holmes in Washington)
- 1943: Der Sheriff von Kansas (The Kansan)
- 1944: The Master Race
- 1944: Music in Manhattan
- 1945: George White’s Scandals
- 1945: Dick Tracy
- 1946: Land der Banditen (Badman’s Territory)
- 1946: Traffic with the Devil (Kurzfilm)
- 1946: Dick Tracy vs. Cueball
- 1946: The Falcon’s Adventure
- 1947: Die Todesreiter von Kansas (Trail Street)
- 1947: Die Farmerstochter (The Farmer’s Daughter)
- 1947: Born to Kill
- 1947: In der Klemme (Desperate)
- 1947: Riffraff
- 1947: Der Colt sitzt locker (Thunder Mountain)
- 1948: Nur meiner Frau zuliebe (Mr. Blandings Builds His Dream House)
- 1948: Der Schrecken von Texas (Return of the Bad Men)
- 1949: Männer mit eisernen Nerven (Riders of the Whistling Pines)
- 1949: Impact
- 1949: Der Geisterschütze (Rimfire)
- 1949: Zweikampf am Red River (Massacre River)
- 1949: Männer mit eisernen Nerven (Riders of the Whistling Pines)
- 1950: Jack der Killer (Western Pacific Agent)
- 1958/1960: Sugarfoot (Fernsehserie, 2 Folgen)
- 1960: Am Fuß der blauen Berge (Laramie, Fernsehserie, Folge 2x05)
- 1961: Lied des Rebellen (Wild in the Country)
- 1961: Erwachsen müßte man sein (Leave It to Beaver, Fernsehserie, Folge 4x37)
- 1961: Der zweite Mann (The Deputy, Fernsehserie, Folge 2x37)
- 1963: The Adventures of Ozzie & Harriet (Fernsehserie, Folge 12x02)